# Blanca Luz Brum
Pour les articles homonymes, voir Brum et Elizalde.
Blanca Luz Brum Elizalde (née à Pan de Azúcar le 31 mai 1905, morte à Santiago du Chili le 7 août 1985) est une journaliste, peintre, essayiste, poétesse et femme de lettres uruguayenne. Elle est la femme du célèbre peintre mexicain, David Alfaro Siqueiros.
Elle a été exilée pendant la dictature uruguayenne (1973–1985). Elle a participé activement à la politique dans son pays et d'autres pays d'Amérique latine où elle a vécu, comme le Chili ou le Mexique.

## Œuvres
- Penitenciaría-Niño Perdido, Mexique, 1931.
- Atmósfera arriba, veinte poemas, Montevideo, 1933.
- Blanca Luz contra la corriente, Chili, 1935.
- Cantos de América del Sur, Chili, 1939.